# Irinel Liciu

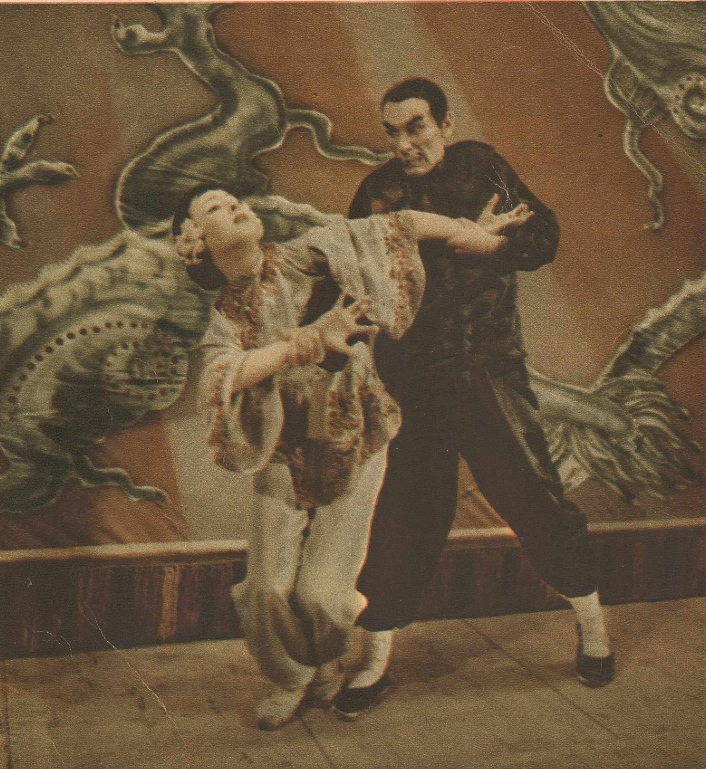
Irinel Liciu și Oleg Danovski în baletul Macul roșu

Irinel Liciu (nume la naștere Silvia Lia Voicu), (nume în act identitate Silvia Lia Popa, n. 22 februarie 1928, Cluj – d. 26 mai 2002, București) a fost o balerină, prim-solistă a baletului Operei Române din București.

## Biografie
Irinel Liciu s-a născut în anul 1928 la Cluj și a avut numele de naștere Silvia Lia Voicu. A studiat baletul împreună cu mătușa sa Elena Penescu Liciu la Cluj și a urmat cursuri de specializare la Leningrad și Moscova. Debutul artistic l-a avut în anul 1948 cu piesa Faust. A fost prim-solistă a Operei din București timp de două decenii, în perioada 1950 - 1970. Irinel Liciu a interpretat pe parcursul întregii cariere majoritatea rolurilor din baletele clasice și spre final a abordat dansul contemporan.
A fost un artist faimos în epoca în care trăit, după fiecare spectacol primea coșuri cu sticle de șampanie și cu buchete de flori de la mai marii vremii. În culisele Operei Române era așteptată chiar de fetele dictatorului comunist Gheorghe Gheorghiu-Dej, Lica și Tanți Gheorghiu. A dat reprezentații și spectacole în Italia, Bulgaria, Franța, Grecia, Rusia, SUA, Australia și Polonia împreună cu balerinii Elena Dacian, Magdalena Popa, Alexa Mezincescu, Gabriel Popescu, Ileana Iliescu și Gelu Barbu.
A interpretat rolul principal din Lacul Lebedelor de Piotr Ilici Ceaikovski, rol care a fost foarte bine primit de către critici. Cel mai mare succes pe care l-a avut cu Lacul Lebedelor a fost la Moscova unde a mai interpretat rolul principal din Romeo și Julieta. Ca urmare, i s-a propus să rămână la Moscova și să facă o carieră artistică, ofertă pe care Irinel Liciu a refuzat-o. Partenerul său de balet a fost Gabriel Popescu până în anul 1965, care a fost și este recunoscut ca fiind cel mai cunoscut balerin român. Gabriel Popescu a fugit din România în Franța și ca urmare, Irinel Liciu a decis să părăsească scena Operei Române pentru totdeauna. Ultimul ei spectacol a fost în ziua de 12 februarie 1970, tot în spectacolul Faust în care și debutase. După retragerea sa din activitate a fost invitată adesea să participe la alte spectacole pe care lumea artistică a desfășurat-o, dar a refuzat permanent toate ofertele avute. Chiar a refuzat propriile aniversări pe care Opera din București le organiza periodic. Nu dorea să fie fotografiată.
S-a căsătorit în ziua de 8 aprilie 1958 cu scriitorul Ștefan Augustin Doinaș (nume în acte Ștefan Popa) pe care l-a cunoscut în casa vărului său, unde Doinaș locuia în chirie.
A fost distinsă cu Ordinul Meritul Cultural clasa I (1971) „pentru merite deosebite în opera de construire a socialismului, cu prilejul aniversării a 50 de ani de la constituirea Partidului Comunist Român”.
În anul 2001 a primit Premiul de Stat pentru întreaga sa activitate și Ordinul Serviciul Credincios în grad de Cavaler cu ocazia a 80 de ani de la înființarea Operei Române.
În ziua de 26 mai 2002 s-a sinucis, la câteva ore după moartea soțului ei, Ștefan Augustin Doinaș, cu care a trăit 44 de ani. Cauza morții a fost o supradoză de somnifere.

## Distincții
- titlul de Artist emerit al Republicii Populare Romîne (30 decembrie 1957) „cu prilejul împlinirii a 10 ani de la proclamarea Republicii Populare Romîne și pentru merite deosebite în activitatea cultural-artistică”[7]
- Ordinul Meritul Cultural clasa a II-a (12 septembrie 1968) „pentru merite deosebite în activitatea muzicală”[8]